# Ange Arcolao
Ange Arcolao, est un joueur de pétanque français, né le 22 janvier 1929 à Cagnes-sur-Mer et décédé le 21 octobre 2001 à Antibes. 

## Clubs
- ?-? : US Cagnes-sur-Mer (Alpes-Maritimes)
- ?-? : AB Croisette Cannes (Alpes-Maritimes)
- ?-? : Pétanque Saint-Pauloise (Alpes-Maritimes)

## Palmarès

### Séniors

#### Championnats du Monde
Troisième
- Triplette 1977 (avec Raymond Frescura et Elie Tini) :  Équipe de France 3[2]

#### Championnats de France
Champion de France
- Tête à Tête 1966 : US Cagnes-sur-Mer
- Triplette 1976 (avec Raymond Frescura et Elie Tini) : AB Croisette Cannes
- Triplette 1986 (avec Christian Arcalao et Aristide Zangarelli) : Pétanque Saint-Pauloise (Saint-Paul-de-Vence)

Finaliste
- Triplette 1953 (avec Nettri et Jean Tricon)

#### Mondial La Marseillaise
Vainqueur
- 1967 (avec Jean Tricon et Péragoux)